# مور هیون (فلوریدا)
مور هیون (به انگلیسی: Moore Haven) شهری در شهرستان گلیدز ایالت فلوریدا است که در سال ۱۹۱۷ بنیان‌گذاری شده‌است. این شهر طبق سرشماری سال ۲۰۱۰ میلادی، ۱٬۶۸۰ نفر جمعیت داشته و مساحت آن نیز ۳٫۰ کیلومتر مربع است.